# Heterotella corbicula
Heterotella corbicula är en svampdjursart som först beskrevs av James Scott Bowerbank 1862.  Heterotella corbicula ingår i släktet Heterotella och familjen Euplectellidae. Inga underarter finns listade i Catalogue of Life.